# Caedicia halmaturina
Caedicia halmaturina är en insektsart som beskrevs av Johann Gottlieb Otto Tepper 1892. Caedicia halmaturina ingår i släktet Caedicia och familjen vårtbitare. Inga underarter finns listade i Catalogue of Life.